# Kompetenz (Pädagogik)
Der Begriff der Kompetenz in der Pädagogik geht u. a. zurück auf Wolfgang Klafkis Kompetenzmodell der kritisch-konstruktiven Didaktik. Gemeint ist die Fähigkeit und Fertigkeit, in den genannten Gebieten Probleme zu lösen, sowie die Bereitschaft, dies auch zu tun. Im erziehungswissenschaftlichen Kompetenzbegriff sind also sachlich-kategoriale, methodische und volitionale Elemente verknüpft, einschließlich ihrer Anwendung auf unterschiedliche Gegenstände. Der Bedeutungskern umfasst Fähigkeit, Bereitschaft und Zuständigkeit. Nach anderer Meinung geht die Kompetenztheorie in der Regel auf die Kompetenzdefinition des Kognitionspsychologen Franz Weinert zurück.

## Problematik der Begriffsdefinition
Der Begriff der Kompetenz ist vieldeutig. Je nach Standpunkt und Verwendungszusammenhang gibt es unterschiedliche Definitionen, woraus sich Kompetenzen zusammensetzen. Franz Weinert, dessen Definition sich „im österreichischen Bildungswesen verankert hat“, definierte Kompetenz als „die bei Individuen verfügbaren oder durch sie erlernbaren kognitiven Fähigkeiten und Fertigkeiten, um bestimmte Probleme zu lösen, sowie die damit verbundenen motivationalen, volitionalen und sozialen Bereitschaften und Fähigkeiten, um die Problemlösungen in variablen Situationen erfolgreich und verantwortungsvoll nutzen zu können.“

### Kompetenz und Qualifikation
Etwa seit 1990 wird verstärkt von Kompetenz statt von Qualifikation gesprochen. Der Qualifikationsbegriff wurde problematisch, weil er die Passung von situativen Anforderungen (etwa einer Tätigkeit) einerseits und den personalen Voraussetzungen zu deren Bewältigung in einen (zu) engen Zusammenhang bringen wollte. Kompetenzen sind weniger eng auf Anforderungen von Berufen oder Tätigkeiten bezogen, sondern allgemeine Dispositionen von Menschen zur Bewältigung bestimmter lebensweltlicher Anforderungen. Dazu zählt die menschliche Fähigkeit zur Teilhabe an gesellschaftlicher Kommunikation (siehe auch der bereits in den 1980er Jahren etablierte Begriff der kommunikativen Kompetenz von Jürgen Habermas). Der Begriff der Schlüsselqualifikation wird, v. a. in der beruflichen Bildung, weitestgehend synonym zu Kompetenz verwendet.

### Kompetenzen und Lernziele
Der Kompetenzbegriff hat gegenüber älteren pädagogischen Zielangaben wie etwa den Lernzielen Vorzüge, die auch in der Überprüfung des Erreichens sichtbar werden:
- Erstens handelt es sich hier nicht um einzelne Wissens- oder Könnenselemente, sondern um eine koordinierte Anwendung verschiedener Einzelleistungen anhand eines für den Lernenden jeweils neuen Problems.
- Zweitens orientiert er sich nicht an abstraktem Schulstoff, sondern stets an lebensweltlichen Bezügen des Lernenden, am „Sich-Bewähren im Leben“.[4]
- Drittens achtet ein kompetenzorientierter Unterricht stärker auf den Schüler und seine Lernvoraussetzungen als ein am Stoff ausgerichteter Unterricht.

Der US-amerikanische Pädagoge Benjamin Bloom stellte im Jahre 1956 eine Taxonomie von Lernzielen im kognitiven Bereich vor, die im Jahr 2001 von Anderson & Krathwohl überarbeitet wurde und die folgenden Stufen enthält:
1. Erinnern (remember)
2. Verstehen (understand)
3. Anwenden (apply)
4. Analysieren (analyse)
5. Evaluieren (evaluate)
6. Erschaffen (create)

Die Taxonomie wird häufig in Form einer Matrix genutzt und als solche vorgeschlagen, die zusätzlich die Wissensdimension als Präzisierung der verschiedenen Arten des Wissens erlaubt, die Lernende beim Lösen von Problemen oder Aufgaben anwenden.
1. Faktisches Wissen (factual)
2. Konzeptionelles Wissen (conceptual)
3. Prozedurales Wissen (procedural)
4. Metakognitives Wissen (metacognitive)

Dieses normative Modell sollte Lehrenden die zielführende Planung von Unterricht ermöglichen, unter Berücksichtigung des jeweils angestrebten Anspruchsniveaus.

### Kompetenzen und ihre Messung
Während unter Kompetenz die latente Fähigkeit einer Person verstanden wird, eine bestimmte Aufgabe ausführen zu können (z. B. Spanisch zu sprechen), so versteht man unter Performanz die tatsächliche Ausführung dieser Aufgabe (z. B. jemanden auf Spanisch begrüßen). Daraus folgt, dass eine Kompetenz niemals direkt, sondern stets indirekt über deren Performanz diagnostiziert und beurteilt werden kann.
Die empirische Bildungsforschung beschäftigt sich seit einiger Zeit mit der Messung von Kompetenzen, beispielsweise in den internationalen Leistungsstudien wie PISA. Für die psychometrische Messung wird der psychologische Kompetenzbegriff verwendet, der nicht identisch ist mit dem pädagogischen.
Der entscheidende Unterschied zur bisherigen Didaktik ist, dass die fachsystematische Zuordnung des Unterrichts in Richtung eines lernsituativen, auf Kompetenzen ausgerichteten Unterrichts aufgehoben wird. Die Messung der Lernsituationen kann dann nicht mehr im üblichen Notensystem wiedergegeben werden, sondern, wie Scottish Qualification Authority (SQM) festhält, ist die Benotung und Beurteilung einer Leistung, ähnlich einer Führerscheinprüfung, in dem Beurteilungskriterium Beherrschung bzw. Nicht-Beherrschung einer Kompetenz oder Teilkompetenz festgelegt. Diese weitreichenden Änderungen sowohl in der Gestaltung des Unterrichts als auch in der Benotung konnten bisher auch aus bildungspolitischen Gründen in Deutschland nicht umgesetzt werden.

## Der Kompetenzbegriff in der Erziehungswissenschaft
Der Begriff wurde wohl von Heinrich Roth in die Erziehungswissenschaft eingeführt. Das zentrale Ziel von Erziehung sei „Mündigkeit als Kompetenz für verantwortliche Handlungsfähigkeit“. Er unterscheidet hierbei in Selbstkompetenz, Sachkompetenz und Sozialkompetenz. Diese Trias ist sehr einflussreich geworden und bis heute grundlegend für die Kompetenzdiskussion in der beruflichen Bildung (s. u.). Die Diskussion um Schlüsselkompetenzen knüpft hier ebenfalls an.
Für die meisten Autoren umfasst der Kompetenzbegriff folgende Elemente:
- Disposition: Kompetenzen sind Leistungsvoraussetzungen. Sie sind einer direkten Beobachtung nicht zugänglich und insofern immer eine Zuschreibung oder ein Konstrukt.
- Erlernbarkeit: Kompetenzen sind erlernbar und grenzen sich somit von angeborenen Eigenschaften (wie Begabung) ab. Der Kompetenzerwerb ist damit auch durch pädagogische Maßnahmen beeinflussbar.
- Situationsbezug: Kompetenzen werden in Situationen mit bestimmten Aufgaben und Anforderungen erworben und können in ähnlichen Situationen wieder zur Anwendung kommen. Dieser sogenannte Kontext kann der Lebenswelt entstammen oder auch ein Fach (im Sinne einer wissenschaftlichen Disziplin oder eines Unterrichtsfaches) sein; Kompetenzen sind somit funktional auf Situationen bezogen. Sie sind also kontextspezifische (und keine allgemeinen) Leistungsvoraussetzungen, hierdurch grenzen sie sich von Intelligenz ab.
- Wissen und Können: Kompetenzen verknüpfen beides zur Handlungsfähigkeit. Können wiederum umfasst unterschiedliche Fähigkeiten (kognitive, selbstregulative, sozial-kommunikative) und Fertigkeiten.
- Motivation: Sowohl beim Erwerb als auch bei der Anwendung von Kompetenzen spielt die Motivation, also die Bereitschaft zum kompetenten Handeln eine wichtige Rolle.
- pädagogisches Ziel: Selbstständiges und selbstverantwortliches Handeln (also Mündigkeit oder Autonomie) gelten als Ziel der Bemühungen um Kompetenzvermittlung.

Der Kompetenzbegriff in der Erziehungswissenschaft zeichnet sich gegenüber dem psychologischen Kompetenzbegriff wie folgt aus: Die Kompetenzbereiche (bzw. „Kontexte“, s. o.) sind sehr breit angelegt, beispielsweise umfasst Sozialkompetenz eine Reihe von Teilkompetenzen. Der Begriff wird nicht auf kognitive Aspekte reduziert, motivationale und willensmäßige Aspekte sind meist einbezogen. Der Begriff wird zumeist normativ gebraucht, d. h., er dient als Leitidee und Orientierung beispielsweise für die Planung guten Unterrichts.

## Der Kompetenzbegriff in der Bildungspolitik
Der Kompetenzbegriff gewinnt in der Bildungstheorie und Schulpolitik zunehmend an Bedeutung. In Deutschland ist dies zu einem wesentlichen Teil eine Reaktion auf die PISA-Studie von 2000/2001, die nicht abrufbares Wissen (Sach- oder Methodenwissen) der Lernenden abprüfte, sondern Kompetenzen wie Lesekompetenz, mathematische und naturwissenschaftliche Kompetenz. Dies kommt einem Paradigmenwechsel gleich; von einer „Input-Orientierung“ auf Lehrpläne, -mittel und -maßnahmen hin zu einer „Output-Orientierung“ auf sogenannte Bildungsstandards.
In der Debatte um die Steuerung des Bildungswesens in Deutschland wird seit etwa 2000 das Konzept der Bildungsstandards diskutiert und strukturiert, welches ein ausgearbeitetes Modell von Kompetenzen voraussetzt. Die am Beginn des von der Kultusministerkonferenz (KMK) geförderten Prozesses stehende „Klieme-Expertise“ hat das Konzept der Kompetenzen weiter differenziert, indem sie von spezifischen Kompetenzen in unterschiedlichen „Domänen“ (der Welterschließung) ausgeht, so dass grundsätzlich für einzelne Schulfächer bzw. Lernbereiche eigene Kompetenzmodelle erstellt werden müssen. Die KMK hat deren Erarbeitung zunächst für nur wenige Domänen bis zur zehnten Klasse beauftragt (Deutsch, Mathematik, Englisch, Naturwissenschaften, Französisch). Bis ca. 2015 werden aus den Einheitlichen Prüfungsanforderungen im Abitur Bildungsstandards für die Abiturprüfung in den genannten Fächern entwickelt.
Grundlage des Kompetenzbegriffs in diesem Zusammenhang ist die Definition von Franz Weinert: „die bei Individuen verfügbaren oder durch sie erlernbaren kognitiven Fähigkeiten und Fertigkeiten, um bestimmte Probleme zu lösen, sowie die damit verbundenen motivationalen, volitionalen und sozialen Bereitschaften und Fähigkeiten, um die Problemlösungen in variablen Situationen erfolgreich und verantwortungsvoll nutzen zu können“. Nicht immer sind dabei explizit Kompetenzmodelle ausgearbeitet worden. Daraufhin haben für einige andere Schulfächer bzw. Domänen, zur Vermeidung einer befürchteten Abwertung im schulischen Fächerkanon, Fachdidaktiker und/oder Lehrerverbände eigene „Bildungsstandards“ erarbeitet, die in sehr unterschiedlichem Maße auf ausformulierten Konzepten von „Kompetenzen“ basieren.
Im Kontext der europäischen Bildungspolitik umfassen Kompetenzen im weiteren Sinne die „Selbstständigkeit und Verantwortlichkeit“, die „Lern- bzw. Selbstlernkompetenz“, die „kommunikative und soziale Kompetenz“ sowie die „professionelle und berufliche Kompetenz“. 

### Aufgabenorientierte Kompetenzdefinition
Die Definition einer Kompetenz geht eng einher mit deren Diagnostizierbarkeit, da nur so sichergestellt werden kann, dass sie zu einem bestimmten Grad existiert. Schott und Azizi Ghanbari schlagen aus diesem Grund vor, Kompetenzen anhand von Aufgaben zu beschreiben, die gelöst werden können, wenn man die Kompetenz besitzt. Dabei ist es möglich, Aufgaben in Teilaufgaben zu zerlegen oder aus mehreren Teilaufgaben eine aggregierte Aufgabe zu bilden. Über den Aufgabentyp (z. B. nenne, erkläre, beurteile usw.) lässt sich zudem der vorhandene Kompetenzgrad bestimmen. Zuletzt nennen Schott und Azizi Ghanbari die Nachhaltigkeit einer Kompetenz als weitere Bedingung, d. h., sie sollte als Eigenschaft einer Person längere Zeiträume überdauern (Schott und Azizi Ghanbari, 2012).

### Kompetenzorientierte Lehrzielbestimmung
Folgt man dem Vorschlag Schotts und Azizi Ghanbaris, eine Kompetenz durch eine Menge von Aufgaben zu beschreiben, durch deren Lösen man das Vorhandensein der Kompetenz nachweist, so lässt sich das Erreichen eines bestimmten Lehrzieles ebenfalls durch das Lösen von entsprechenden Aufgaben nachweisen (Performanz, Kompetenzgrad).
Die Frage, welche Kompetenz in welchem Umfang für ein bestimmtes Lehrziel existieren muss, kann nicht universell beantwortet werden. Stattdessen gibt es mehrere unterschiedliche Ansätze.

#### Lehrzielbeschreibung nach Vorgabe
Das Lehrziel ist dann vorgegeben, wenn der Lehrende selbst keinen Einfluss darauf hat, d. h., wenn es beispielsweise in Form eines Lehrplans, einer gesetzlichen Anforderung oder eines anerkannten Standards definiert ist.

#### Lehrzielbeschreibung durch Expertengruppe
Die Unklarheit darüber, welche Kompetenzen in welchem Umfang für ein bestimmtes Lehrziel existieren müssen, kann zu unterschiedlichen Ergebnissen führen (siehe Unterschiede im Abitur). Das Lehrziel wird in diesem Fall von einer sich frei formierenden Gruppe von anerkannten und ausgewiesenen Experten des jeweiligen Sachgebietes festgelegt. Allerdings ist es möglich, dass sich zu einem Sachgebiet mehrere Expertengruppen gebildet haben, die zu unterschiedlichen und ggf. sogar widersprüchlichen Anforderungen kommen.

#### Individuelle Lehrzielbeschreibung
Insbesondere an Hochschulen trifft man auf individuell festgesetzte Lehrzieldefinitionen durch den jeweiligen Professor. Aufgrund der dort geltenden Freiheit in Forschung und Lehre ist der Professor, nicht zuletzt durch seine Expertise, dazu berechtigt.

### Kompetenzorientierte Lernerfolgskontrolle
Wurde eine Kompetenz durch eine Menge von Aufgaben beschrieben, so erfolgt die Lernerfolgskontrolle durch Lösen dieser oder ähnlicher Aufgaben. Allerdings ist damit noch nicht geklärt, nach welcher Bezugsnorm die anschließende Beurteilung erfolgt.
Die soziale Bezugsnorm setzt den Lernenden in ein relatives Verhältnis zur restlichen Gruppe der Lernenden. Der Vorteil dieser Methode ist, dass sie schnell und sicher anwendbar ist, wenn sich die Leistung eines Lernenden innerhalb einer Gruppe gut einordnen lässt. Als Nachteil kann angeführt werden, dass die soziale Bezugsnorm auf Dauer demotivierend sowohl auf lernschwache als auch auf lernstarke Lernende wirkt, da sie sich dauerhaft über- bzw. unterfordert sehen und ihre Beurteilung nicht unmittelbar von ihrer objektiven Leistung, sondern von der Lernstärke der Gruppe abhängig ist.
Die individuelle Bezugsnorm betrachtet nur die relative Leistungsveränderung eines Lernenden. Die Beurteilung des Lernenden erfolgt damit unabhängig von der restlichen Gruppe, erfordert allerdings eine zuvor durchgeführte Bestandsaufnahme, um den Leistungszuwachs sichtbar zu machen. Aufgrund des hohen Prüfungsaufwandes ist diese Bezugsnorm in der Praxis oft nicht handhabbar.
Die sachliche Bezugsnorm beschreibt die Differenz des aktuellen Lernstandes zum Lernziel. Sie ist unabhängig von der Lerngruppe und dem Lernenden. Allerdings stellt es in der Praxis ein nicht triviales Problem dar, sachliche Kriterien zu identifizieren, anhand derer eine Beurteilung möglich ist.

## Der Kompetenzbegriff in der beruflichen Bildung
In der Berufs- und Wirtschaftspädagogik werden Kompetenzen teilweise als sogenannte „Selbstorganisationsdispositionen“ definiert. Eine Person, die über ausreichend Kompetenz verfügt, um sachgerecht bestimmte Dinge zu tun, ist in dieser Hinsicht kompetent. Kompetenz erwirbt man unter anderem durch Bildung, Weiterbildungsmaßnahmen, Erfahrung, Selbstreflexion, informelles Lernen, aber auch autodidaktisch.
In der Praxis der beruflichen Bildung hat sich in den 1990er Jahren eingebürgert, von vier Kernkompetenzen auszugehen, aus denen sich alle weiteren Kompetenzen ableiten lassen: soziale Kompetenzen, die fachliche Kompetenzen, die Methodenkompetenzen und personale Kompetenzen. Teilweise wird Informationskompetenz als die Verknüpfung von Fach- und Methodenkompetenz betrachtet.
In der wissenschaftlichen Diskussion wird diese Systematik immer wieder als problematisch aufgefasst. So lassen sich fachliche und methodische Kompetenzen inhaltlich schwer trennen.
In der Erziehungswissenschaft wird das Modell einer Matrix bevorzugt, in der auf der einen Achse die Inhaltsbereiche Fachkompetenz, Soziale Kompetenz und Selbstkompetenz unterschieden werden, auf der anderen Achse Wissen, Fertigkeiten und Einstellungen. Alle Kompetenzbereiche zusammen sind die Grundlage für Handlungskompetenz.

## Wechselwirkung zwischen Kompetenz und sozialer Stellung
Der Erwerb von Kompetenzen wirkt unmittelbar auf die soziale Stellung ein. So schreibt etwa Beatrice Hungerland:
Der ausweisliche Erwerb von gesellschaftlich geforderten Fähigkeiten bestimmt […] die individuelle Chance zur gesellschaftlichen Partizipation. Bei einem Mehr winkt Statusgewinn, materieller Gewinn, sozialer Gewinn, während ein Weniger die Chancen schmälert. […] Menschen, die bestimmte erwartete Kompetenzen nicht erworben haben, [werden] aus bestimmten Formen gesellschaftlicher Teilhabe ausgeschlossen […]. Welche Kompetenzen das sind, ist gesellschaftlich definiert. 

## Kritik am bildungstechnisch vorgelagerten Begriff Kompetenz
Bei der 1. Frankfurter (In-)Kompetenzkonferenz wurde 2017 von Erziehungswissenschaftlern und Vertretern unterschiedlicher Fachdidaktiken der Begriff „Kompetenz“ als neue Leitmetapher der Bildungswissenschaften abgelehnt. Er sei weder theoretisch noch empirisch fundiert. Die Kritiker, die sich in der Gesellschaft für Bildung und Wissen zusammengeschlossen haben, sehen in der Ausrichtung der Lehrpläne auf Kompetenzen den Versuch, Bildung zu ökonomisieren. Dabei würden die Inhalte der einzelnen Fächer zugunsten von allgemeinen Fertigkeiten, an denen die Wirtschaft, ihre Lobbyverbände und internationalen Organisationen (z. B. die OECD) allein interessiert seien, zurückgedrängt. Kompetenzen würden erst aus Wissen, Fertigkeiten und Verhaltensweisen erwachsen, seien diesen bildungstechnisch aber nicht vorgelagert, womit eine Aushöhlung und Umkehrung der Bildungsprozesse vorgegeben werde, was im Endeffekt eher zu Inkompetenz als Kompetenz führe.
Kritiker der Kompetenzorientierung und Kompetenztheorie führen aus, dass das Kompetenzkonzept durch die OECD mittels ihrer PISA-Studien als neues Leitziel von Schule durchgesetzt worden sei.
Dies sei ohne demokratische Legitimation geschehen. Das Kompetenzkonzept sei nicht didaktisch, sondern ökonomisch motiviert, wissenschaftlich ungeklärt, es senke empirisch nachweisbar das Bildungsniveau, widerspreche den Leitzielen eines demokratischen Bildungswesens, zersetze didaktisches und pädagogisches Denken und Handeln und behindere Kinder und Jugendlichen in ihrer Entwicklung zu mündigen Staatsbürgern. Gegen Kritik werde die Kompetenztheorie ideologisch immunisiert. Ihr antiaufklärerischer und inhumaner Charakter widerspreche der gesamten Bildungstradition und sei die „bisher ausgeprägteste Form einer Theorie der Fremdsteuerung“.